# Lipová u Šluknova
Lipová, früher  Hanšpach, (deutsch Hainspach) ist eine Gemeinde im Okres Děčín der Tschechischen Republik.

## Geographie

### Geographische Lage

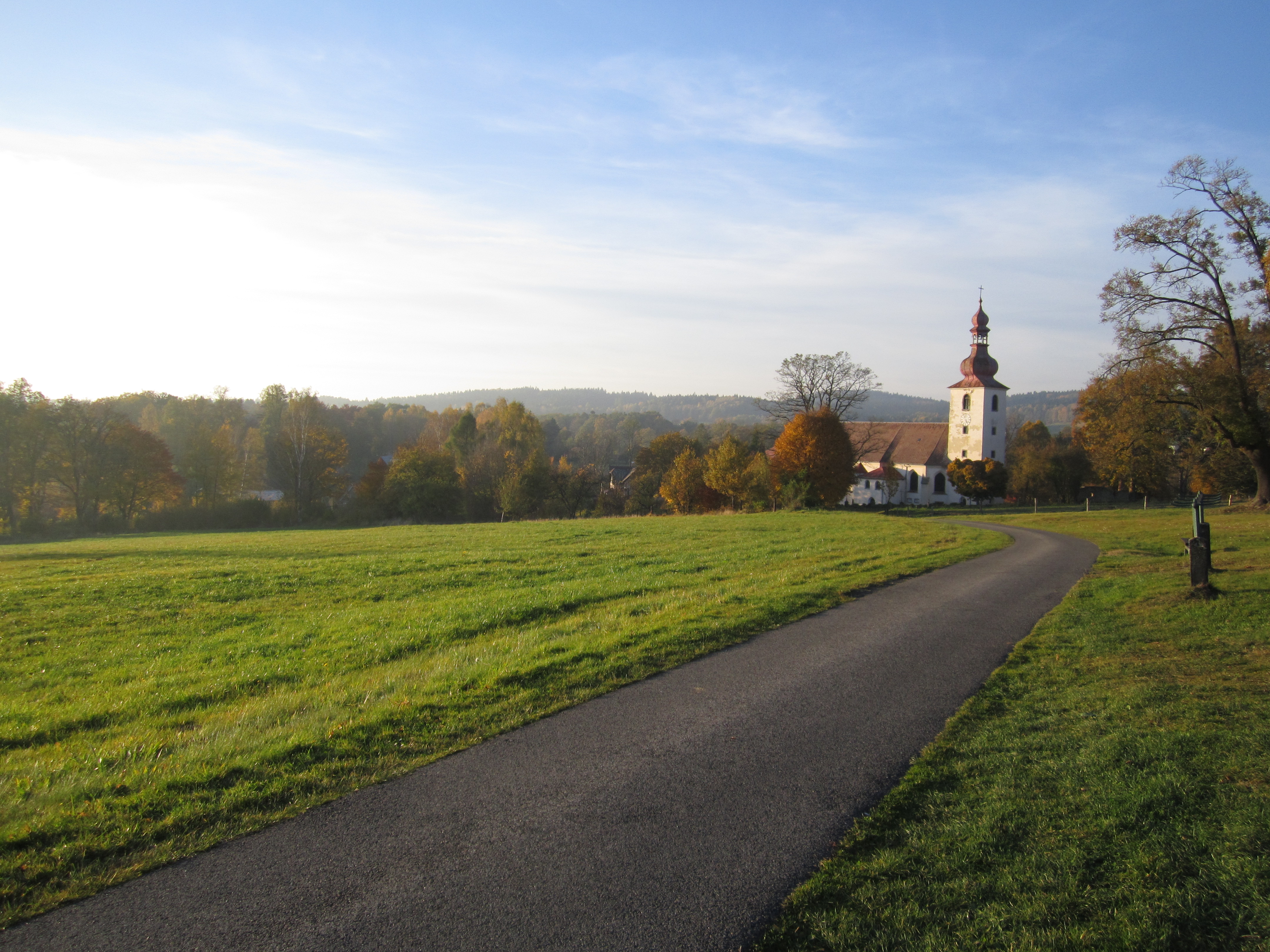
Landschaft um Lipová.

Lipová liegt in Nordböhmen im Böhmischen Niederland in 366 m ü. M. westlich der Stadt Šluknov (Schluckenau) an der Grenze zu Sachsen. Durch die Gemeinde fließt der Liščí potok (Hainsbach). Bei dem Ort liegt der Zámecký rybník Schlossteich mit einer kleinen Insel darin.

### Gemeindegliederung
Die Gemeinde Lipová besteht aus den Ortsteilen Lipová (Hainspach) und Liščí (Röhrsdorf), die zugleich auch Katastralbezirke bilden. Grundsiedlungseinheiten sind Lipová, Liščí und Ludvíkovičky (Ludwigsdörfel).

### Nachbargemeinden
Lipová grenzt im Nordwesten an Steinigtwolmsdorf, im Nordosten an Sohland an der Spree, im Osten und Süden an Velký Šenov (Groß-Schönau), im Südwesten an Vilémov u Šluknova (Wölmsdorf), westlich daneben an Dolní Poustevna (Niedereinsiedel) und im Westen an Lobendava (Lobendau).

### Geologie
Geologisch-naturräumlich gehört das Böhmische Niederland, auch der Schluckenauer Zipfel genannt, zum Lausitzer Bergland.

## Geschichte

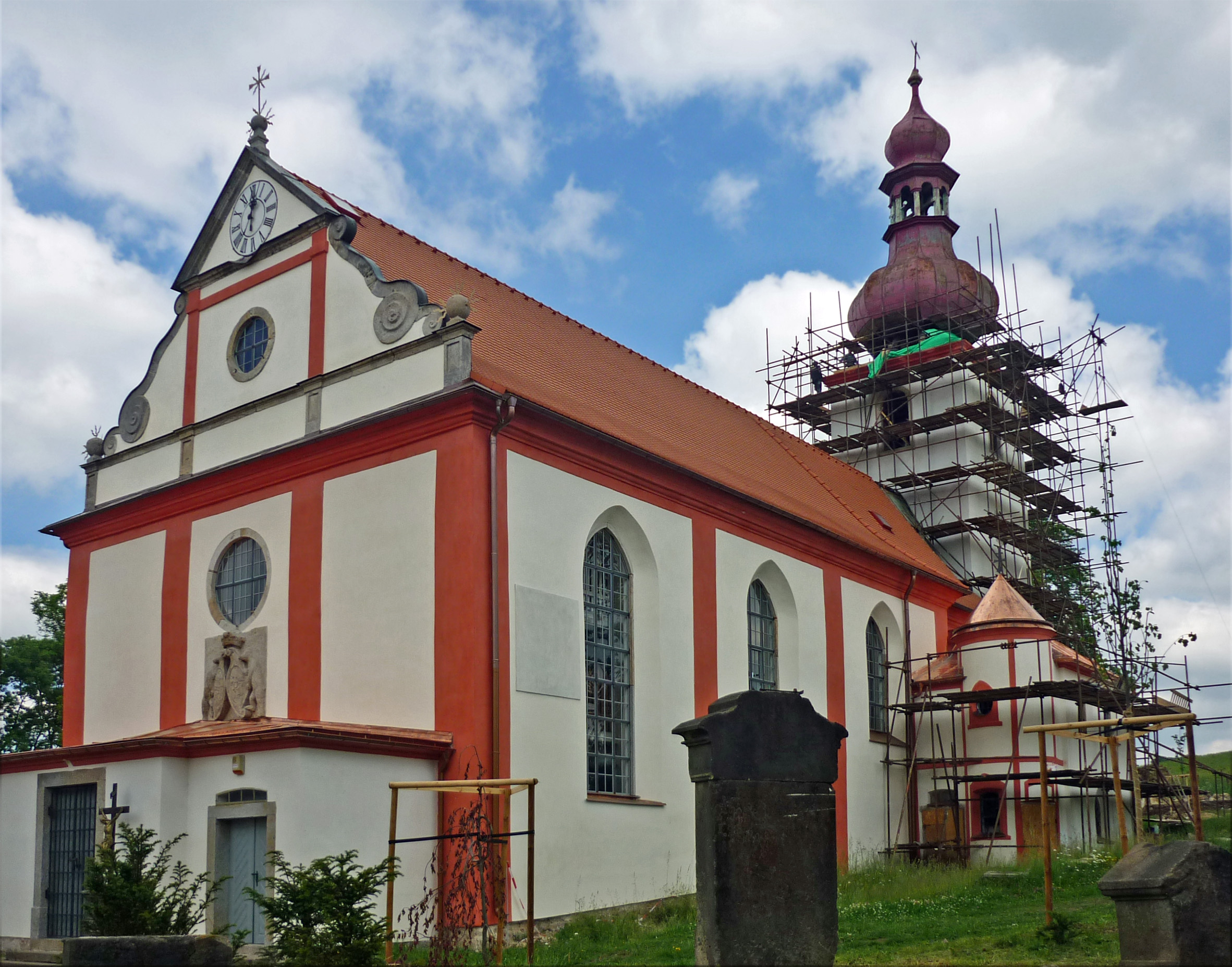
Pfarrkirche St. Simon und Juda (errichtet 1693)

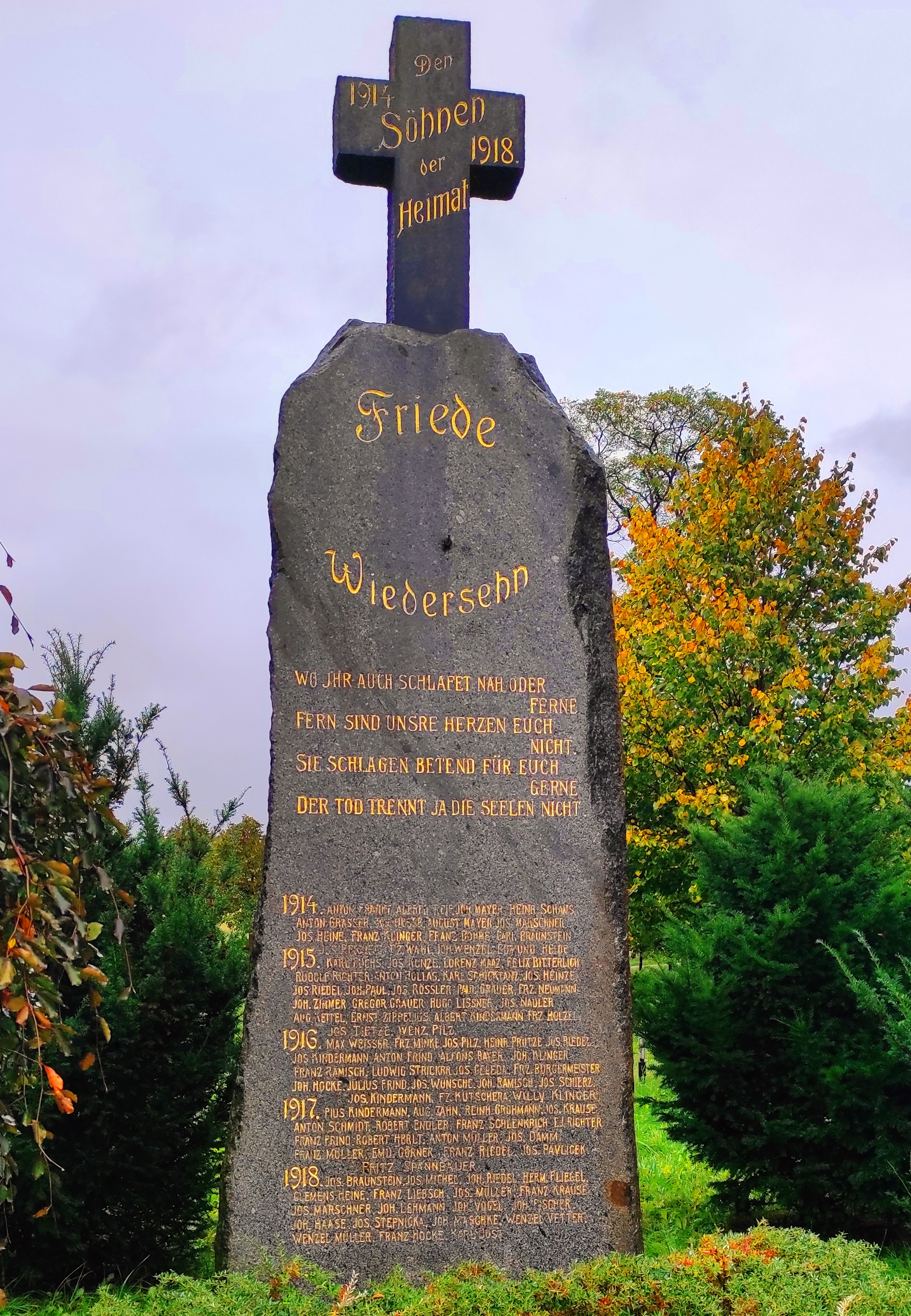
Denkmal für die Gefallenen des Ersten Weltkriegs unweit der Pfarrkirche

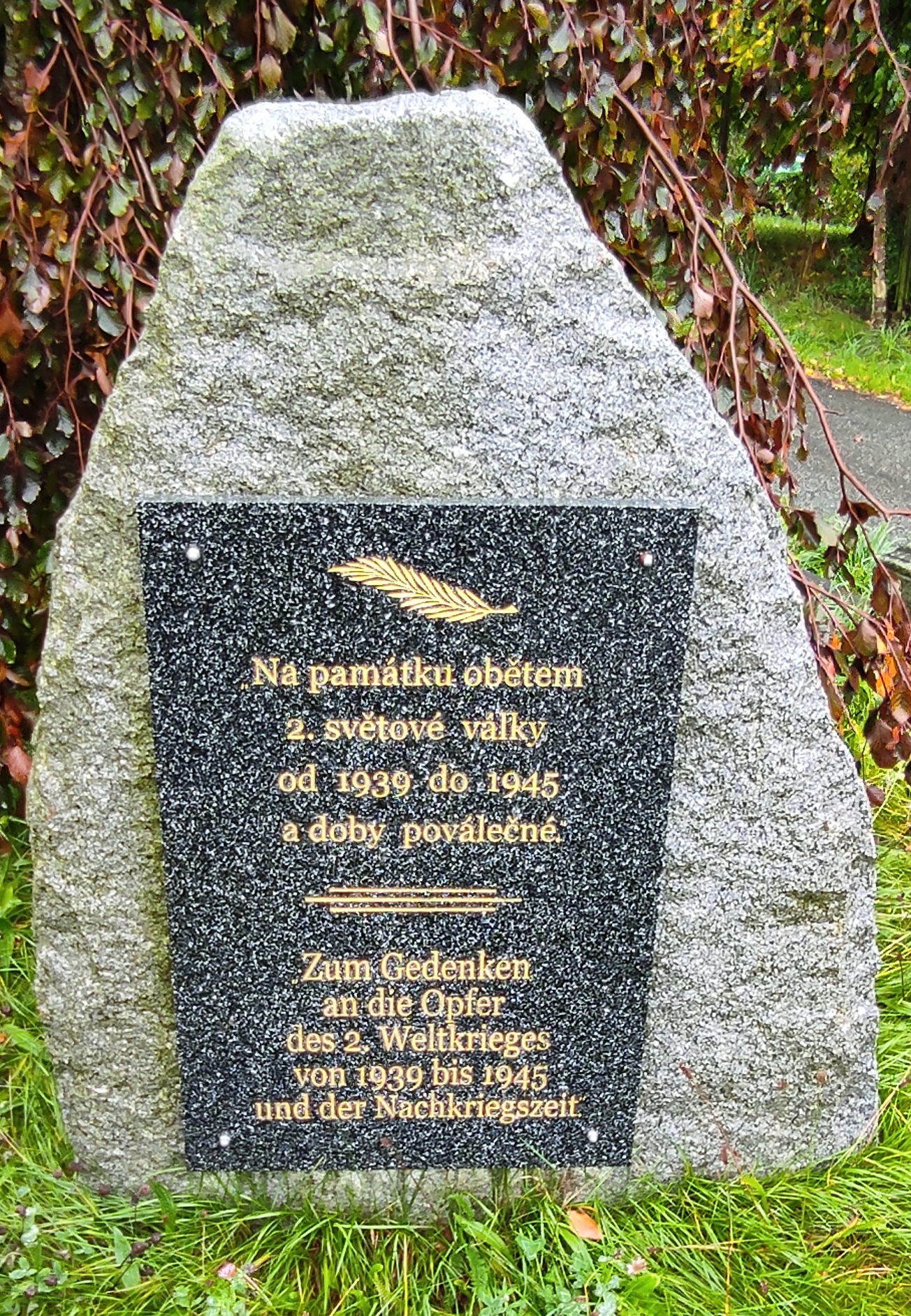
Gedenktafel für die Toten des Zweiten Weltkriegs und der Nachkriegszeit

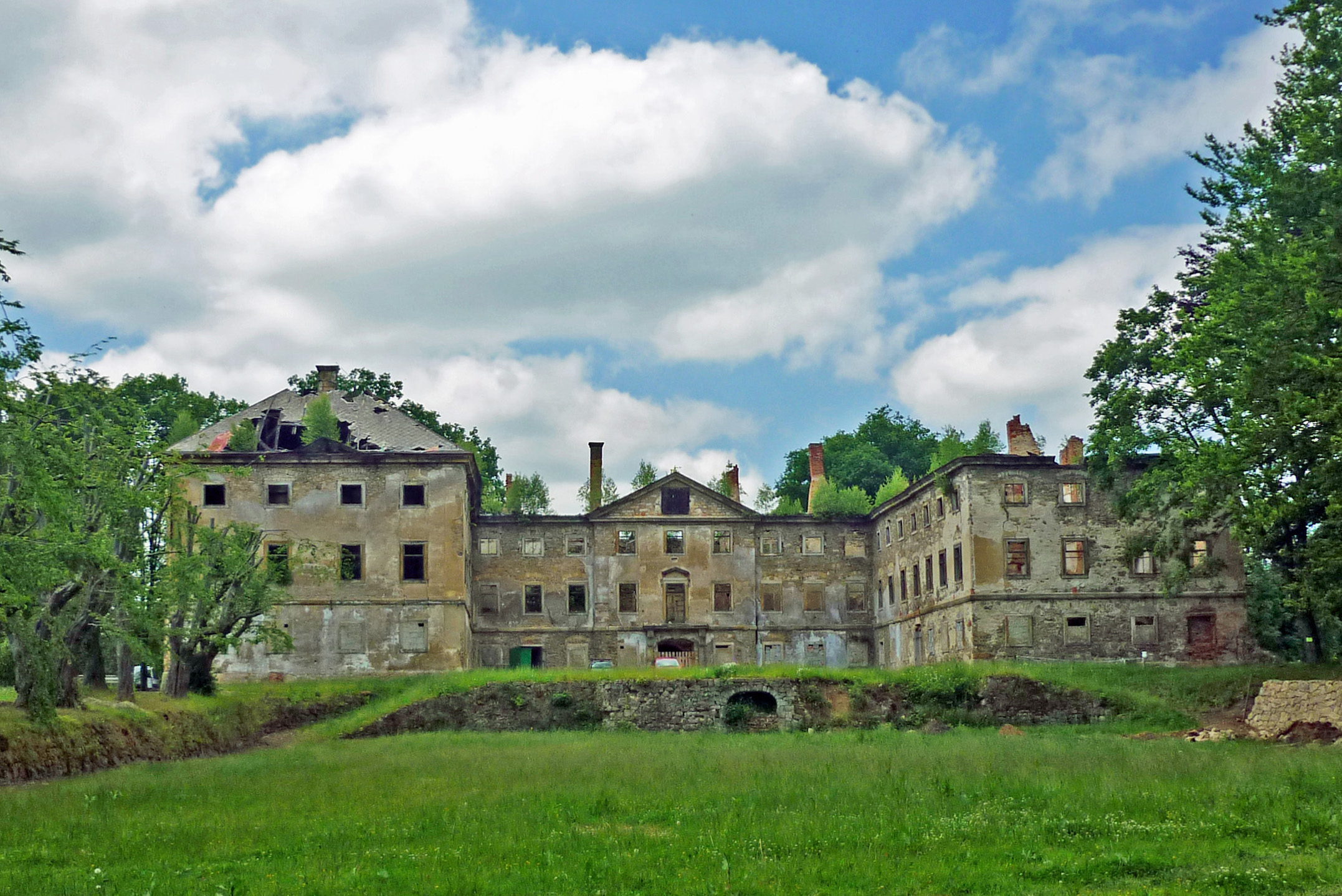
Ruine von Schloss Hainspach

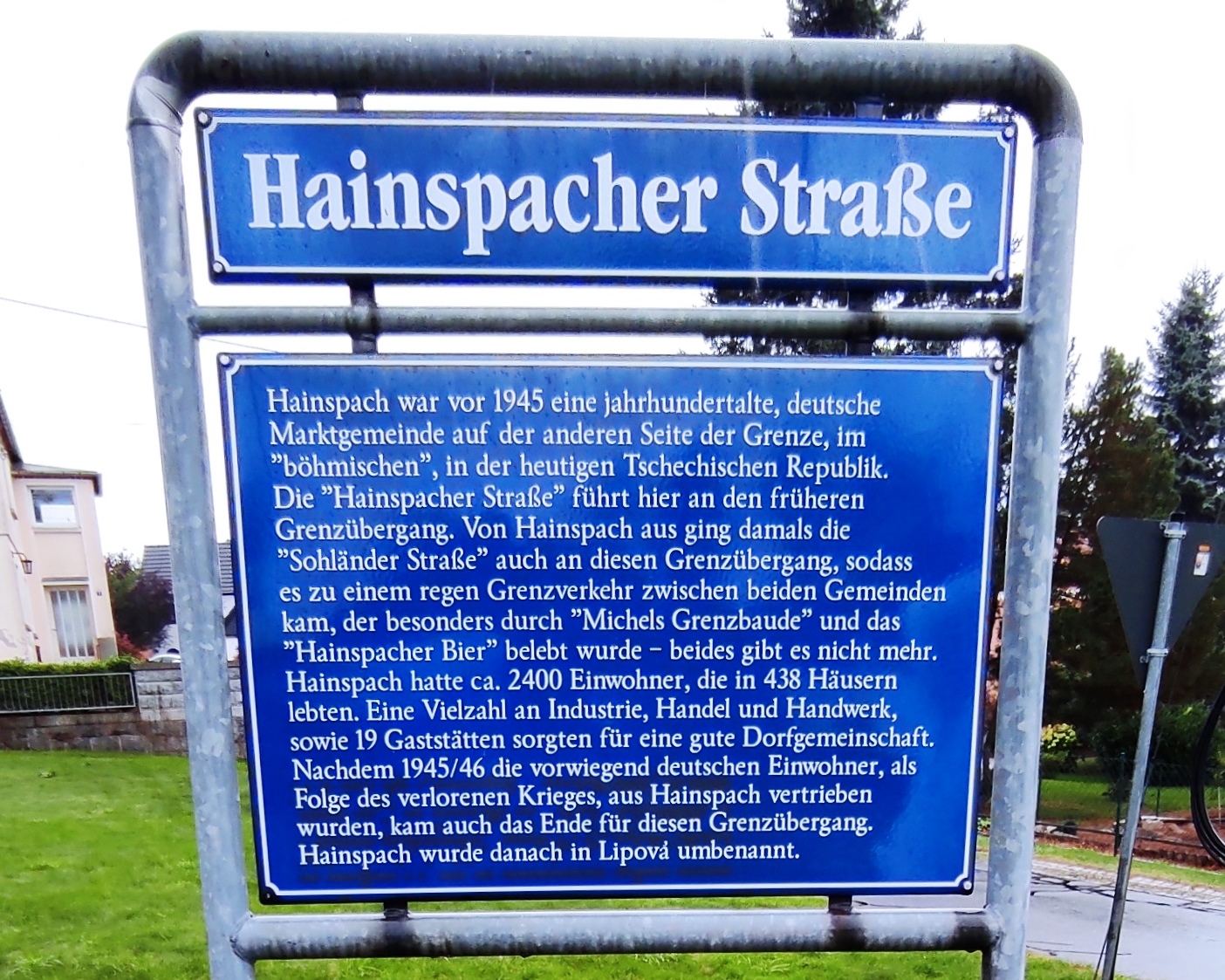
Hinweistafel auf den historischen Grenzübergang Hainspacher Straße

Die Gemeinde wurde erstmals 1344 erwähnt, erste Besitzer der Herrschaft waren die Berka von Dubá. 1365 entstand die erste Kirche als Holzbau, die damals noch zum Dekanat Bautzen bzw. zum Bistum Meißen gehörte, später zum Bistum Leitmeritz kam. Spätestens 1561 gab es in Hainspach einen protestantischen Prediger.
Die Herrschaft Hainspach besaß 1569 Johann von Schleinitz und kam dann an die Herren von Slawata. Nach dem Erlöschen dieser Adelsfamilie im Mannesstamm gelangte 1693 die Familie Salm-Reifferscheidt durch Einheirat in den Besitz der Herrschaft. 1627 hatte auf der Herrschaft die Rekatholisierung begonnen. 1680 scheiterte die Eroberung des Schlosses bei einem Bauernaufstand.
Im Jahr 1721 stiftete Franz Wilhelm Altgraf zu Salm-Reifferscheidt (1672–1734) für seine verstorbene Gattin Maria Agnes Reichsgräfin zu Salm-Reifferscheidt, geborene Gräfin Slawata ein Spital. Das heute nur noch als Ruine erhaltene Schloss ließ 1737–1739 Leopold Anton Altgraf von Salm-Reifferscheidt (1699–1769) erbauen. Das alte Schloss wurde für Wohnungen der herrschaftlichen Beamten und die Brauerei umgebaut. Um 1785 war Franz Wenzel Reichsgraf von Salm-Reifferscheidt-Hainspach (1747–1802) der Besitzer der Herrschaft.
1750 wurde Hainspach zum Marktort erhoben. Für 1792 ist eine Schule nachgewiesen. 1797 wurde die Gemeinde durch ein Feuer in großen Teilen zerstört. Als während der preußischen Invasion Nordböhmens der preußische General Friedrich Herwarth von Bittenfeld sich am 22. Juni 1866 in Schloss Hainspach einquartierte, befand es sich im Besitz von Franz Joseph Reichsgraf von Salm-Reifferscheidt-Hainspach (1819–1887). Nach 1889 ging die Herrschaft Hainspach als Erbgang auf Oswald Graf von Thun und Hohenstein über, das Schloss diente bis 1924 als Sommersitz der Familie.
Wegen der kärglichen, für landwirtschaftliche Nutzung wenig geeigneten Bodenverhältnisse hatte sich die Bevölkerung der Herrschaft bereits im 18. Jahrhundert vielfach auf das Spinnen, Weben und Strumpfwirken verlegt.
Bei der Volkszählung von 1830 wurde zwischen der Marktort Hainspach mit 419 Einwohnern in 66 Häusern und dem an diese an zwei Seiten angrenzenden Dorf Hainspach mit 1842 Einwohnern in 267 Häusern unterschieden, das in Ober- und Nieder-Hainspach unterteilt war. Unter den Bewohnern befanden sich fünf Beamte und zwei Gewerbetreibende, jedoch keine Adligen. Demnach befand sich das neue Schloss nicht in der Stadt, sondern auf der Gemarkung des Dorfes. Im Dorf war 1693 unter Margaretha Gräfin von Slawata die Pfarrkirche St. Simon und Juda errichtet worden, in die auch der Markt Hainspach eingepfarrt war.

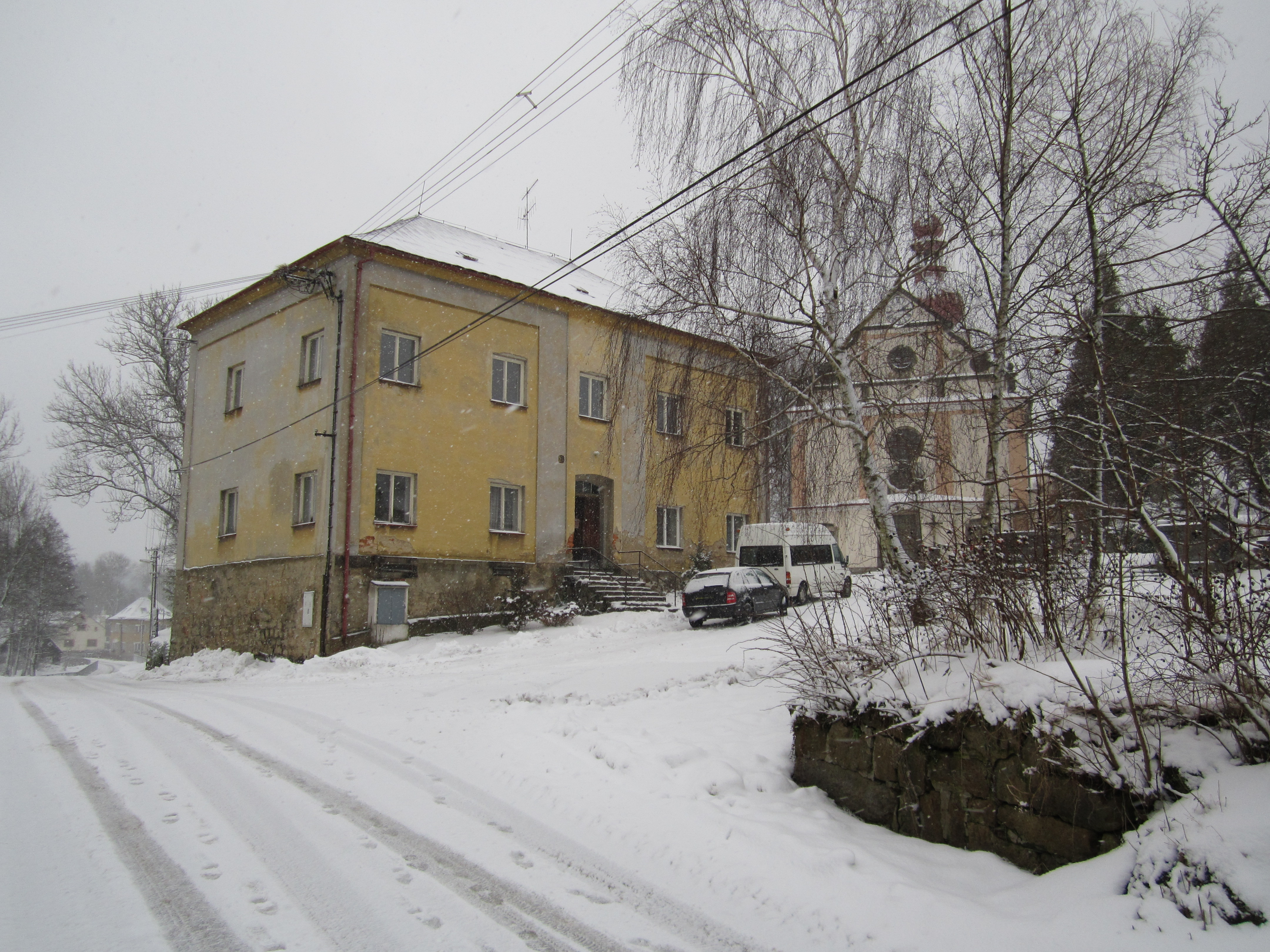
Altes Schulhaus (erbaut 1873) bei der Kirche St. Simon und Juda
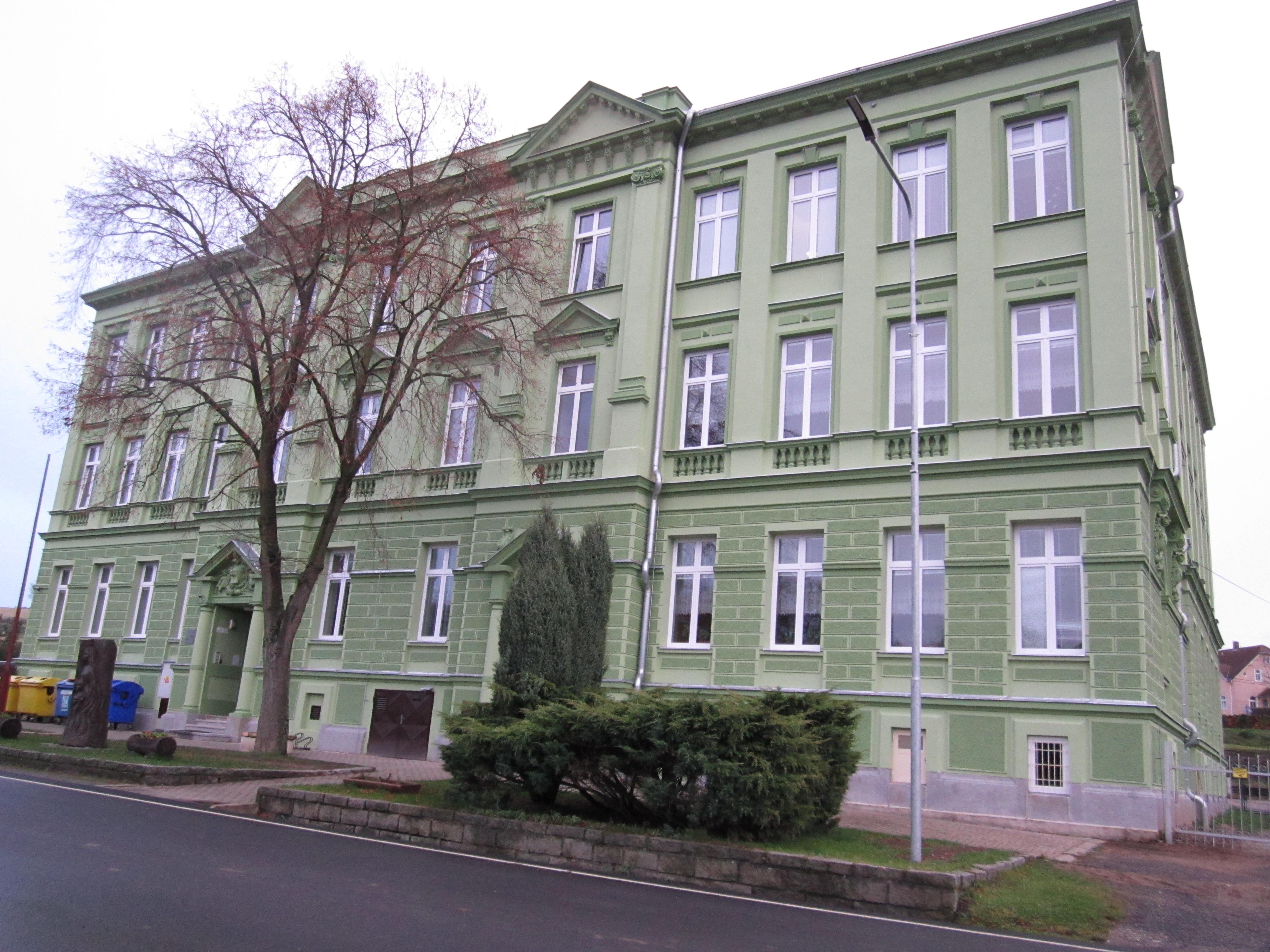
Schulgebäude von 1897
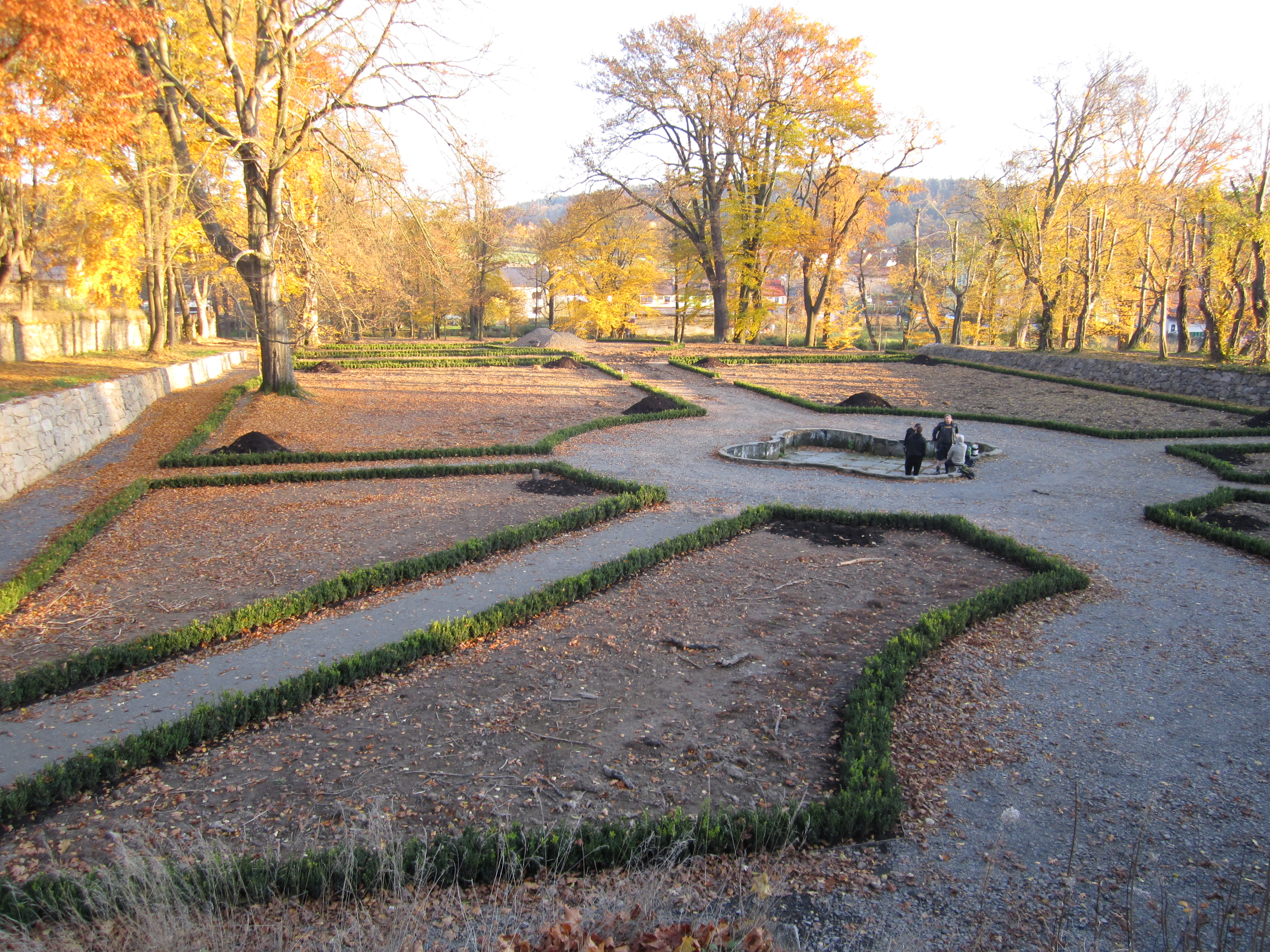
Schlosspark
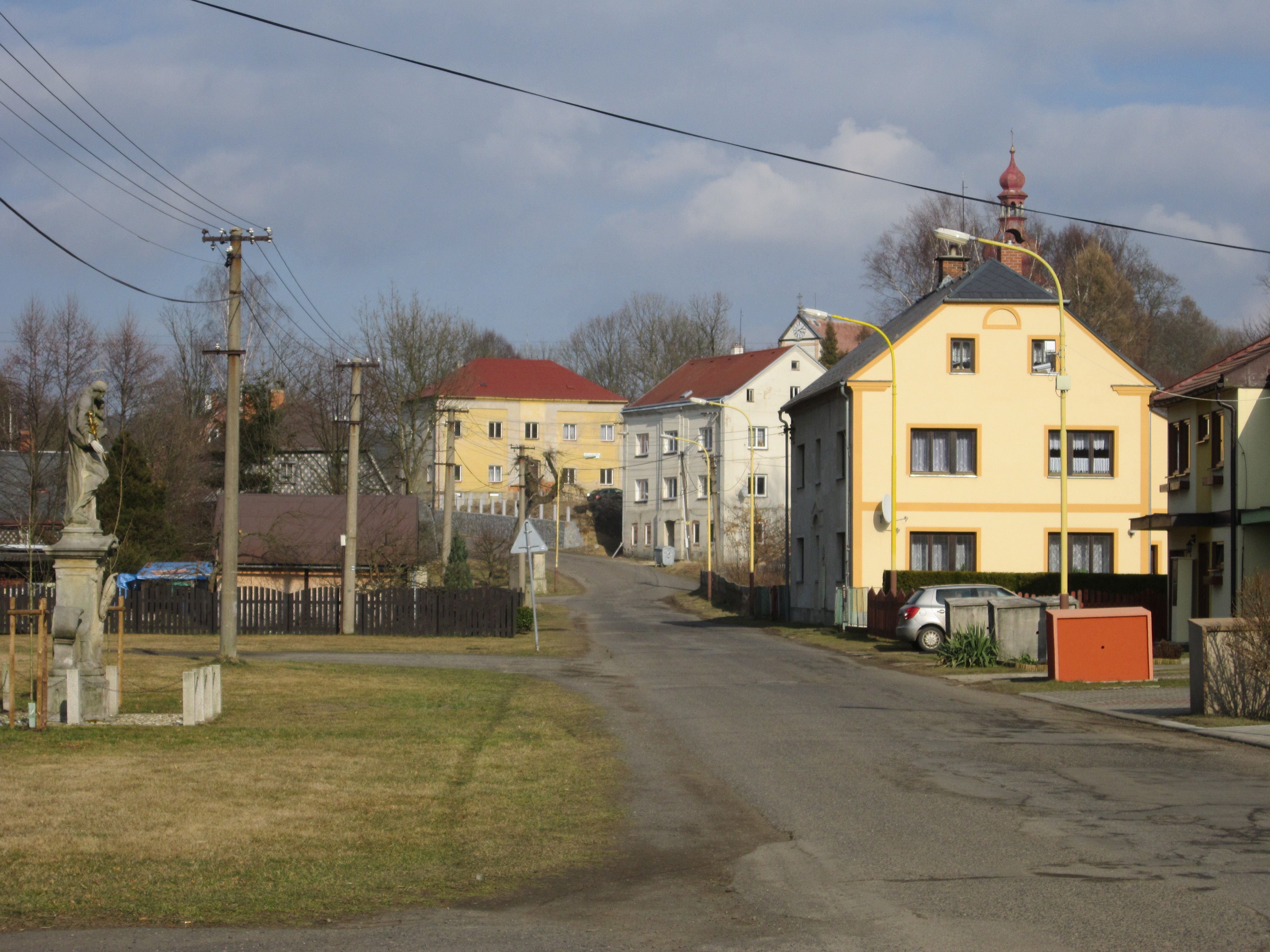
Häuser beim Rathaus
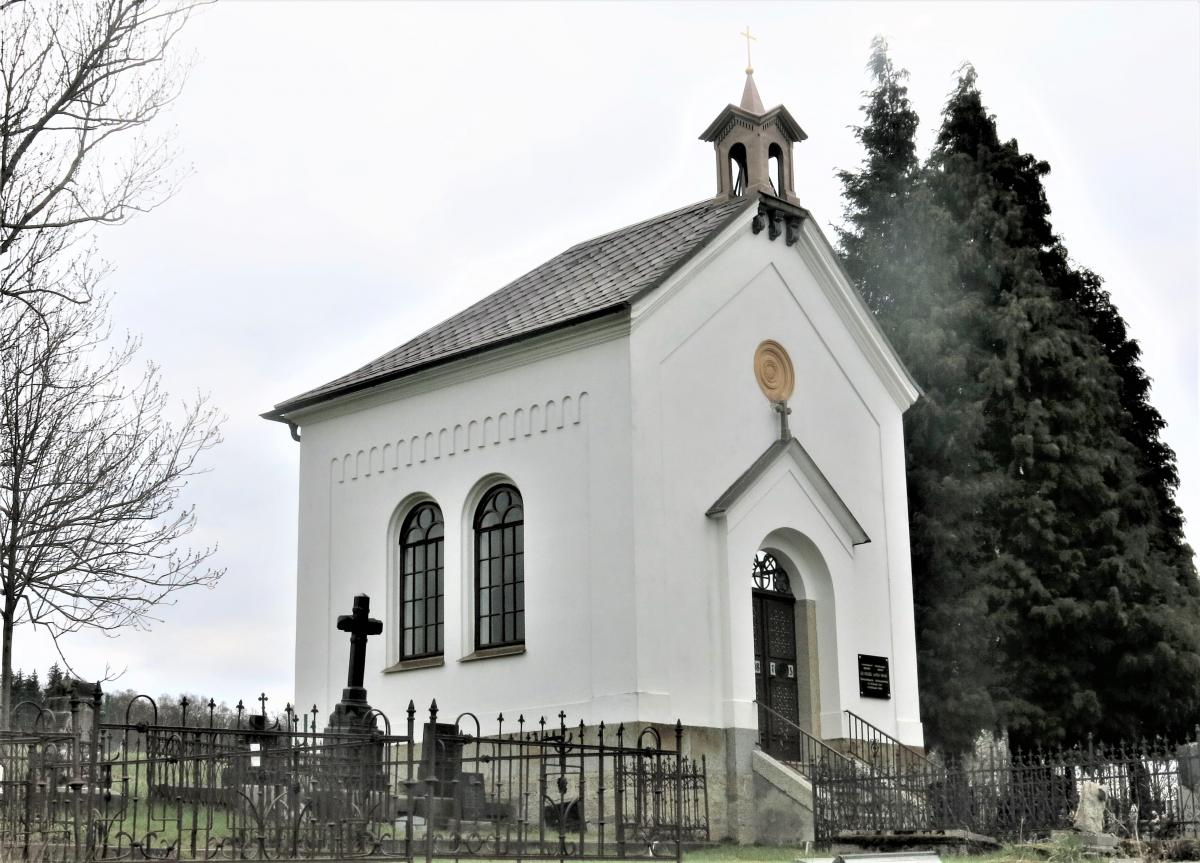
Kapelle auf dem Friedhof
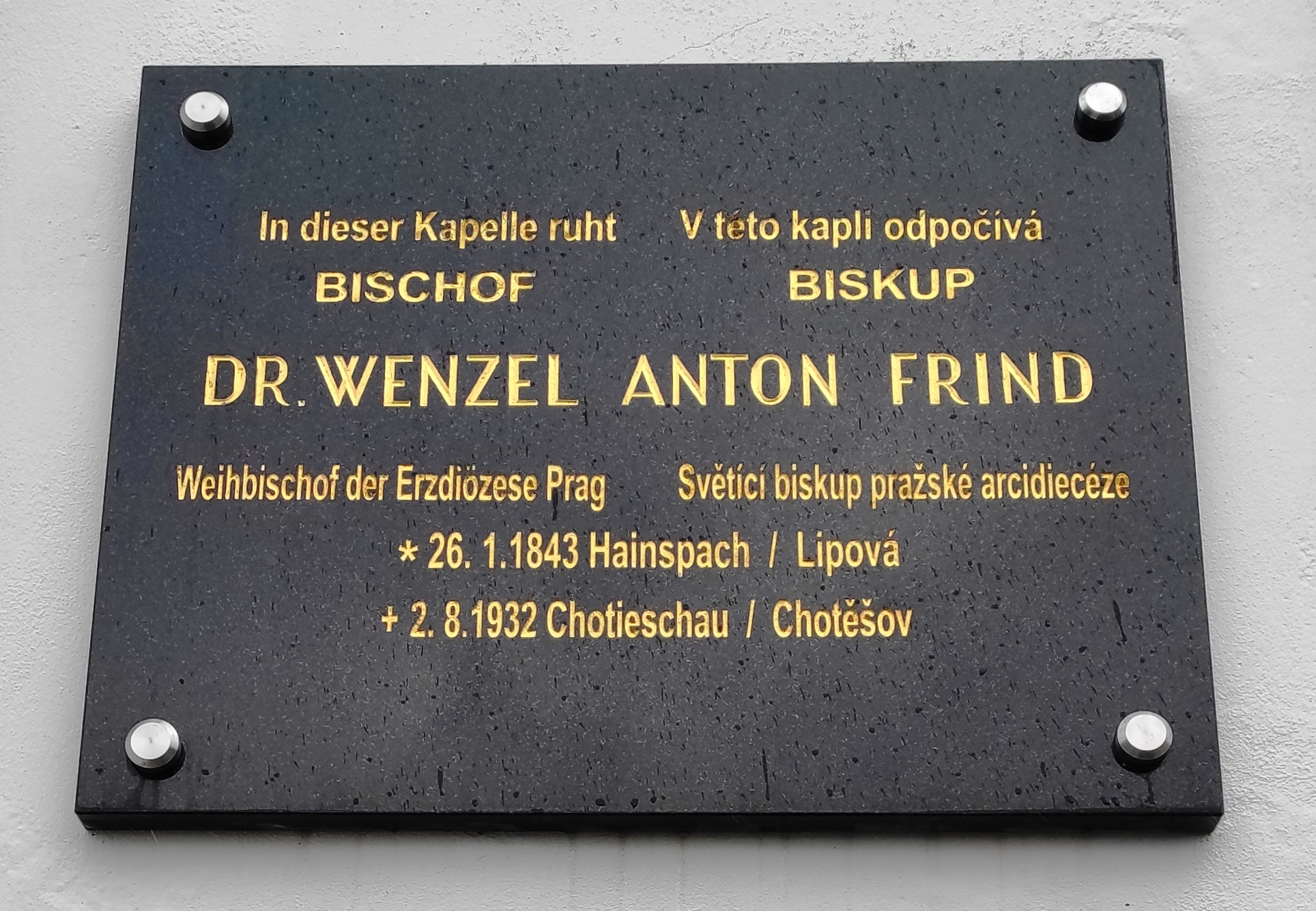
Grabplatte an der Friedhofskapelle

Nach der Aufhebung der Patrimonialgerichtsbarkeit im Kaisertum Österreich war Hainspach seit dem 3. Juni 1850 Sitz des Gerichtsbezirks Hainspach. 1851 wurde das Postamt eingerichtet. Am Ende des 19. Jahrhunderts gab es in Hainspach eine Bierbrauerei, eine Knopffabrik und Produktionsstätten für Bänder und Gummiwaren. 1897 wurde das neue Schulgebäude fertiggestellt.
Nach dem Ersten Weltkrieg wurde die Region 1919 Teil der neu geschaffenen Tschechoslowakei. Um die Entwicklung des Tourismus bemühte sich im Ort eine Abteilung des Gebirgsverein für das nördlichste Böhmen. 1925 wurde der Gemeinde das Stadtrecht erteilt. Aufgrund der deutschen Besetzung im Zuge des Münchner Abkommens gehörte Hainspach von 1938 bis 1945 zum Landkreis Schluckenau, Regierungsbezirk Aussig, im deutschen Reichsgau Sudetenland. Hainspach hatte in dieser Zeit auch noch eine Schuhfabrik und eine Fabrik für Drahtstifte. Nach Ende des Zweiten Weltkriegs wurde die deutsche Bevölkerung größtenteils enteignet und vertrieben. Die Gemeinde verlor das Stadtrecht.

### Einwohnerentwicklung
Bis 1945 war Hainspach überwiegend von Deutschböhmen besiedelt.
| Jahr | Einwohner | Anmerkungen                                                                |
| ---- | --------- | -------------------------------------------------------------------------- |
| 1818 | 0376      | in 65 Häusern (ohne das Dorf Hainspach mit 1625 Einwohnern in 265 Häusern) |
| 1830 | 0491      | in 66 Häusern (ohne das Dorf Hainspach mit 1842 Einwohnern in 267 Häusern) |
| 1844 | 489       | in 80 Häusern                                                              |
| 1900 | 3021      | deutsche Einwohner                                                         |
| 1930 | 2664      | nach anderen Angaben 2597 Einwohner, davon 2400 Deutsche                   |
| 1939 | 2401      | [ 15 ]                                                                     |

| Jahr      | 1950 | 1961  | 1970 | 1980 | 1991 | 2001 | 2011 |
| Einwohner | 931  | 1 002 | 965  | 613  | 625  | 646  | 667  |

## Kultur und Sehenswürdigkeiten
Im Ort befinden sich heute noch die 1693 erbaute barocke Pfarrkirche St. Simon und Juda und die Ruine der 1737 neu erbauten barocken Schlossanlage. In der Nähe des Schlosses befinden sich ebenso der Slawata-Teich genannte große Schlossteich und ein heute stark verwilderter Schlosspark. Im Dorf finden sich des Weiteren noch einige kleinere Umgebindehäuser und auch öffentliche Gebäude aus der Zeit der Jahrhundertwende. Zu Fuß oder mit dem Fahrrad kann der Grenzübergang nach Sohland an der Spree genutzt werden, mit dem Auto ist ein Umweg über Schluckenau nötig.

## Wirtschaft und Infrastruktur
Der gesamte Schluckenauer Zipfel ist in der Tschechischen Republik eine Problemregion, durch das Lausitzer Gebirge abgeschnitten vom Böhmischen Becken. Die kleine Ortschaft Lipová wird heute kaum als Wohnort genutzt, ein großer Teil der vorhandenen Gebäude findet nur Nutzung als Wochenenddomizil.

### Verkehr
Südlich des Ortes besitzt Lipová einen eigenen Haltepunkt an der Bahnstrecke Rumburk–Sebnitz.

## Söhne und Töchter der Gemeinde
- Anton Ludwig Frind (1823–1881), Bischof von Leitmeritz
- Franz von Rziha (1831–1897), österreichischer Ingenieur
- Dr. Wenzel Anton Frind (1843–1932), Weihbischof der Erzdiözese Prag
- Rudolf Austen (1931–2003), Maler und Grafiker